# Roberto Zárate
Roberto Héctor Zárate (Buenos Aires, 15 de diciembre de 1932 - 6 de noviembre de 2013) fue un futbolista argentino que se desempeñó en River Plate, Banfield y en Audax Italiano como delantero.

## Carrera
Se inició en River Plate, debutando en primera en 1950. En 1960, pasó a Banfield, desvinculándose en 1969. Fue campeón con River en 1952, 1953, 1955, 1956 y 1957. Marcó un total de 61 goles con River y hasta fue goleador de un torneo (el de 1957). Era conocido como el Mono y jugaba de wing, junto con Angel Labruna y Félix Loustau.
Integró el seleccionado argentino en varias oportunidades, jugando 14 partidos y marcando 5 goles.